# Pierre Bertin
Pierre Victor Théophile Bertin (Lilla, 24 ottobre 1891 – Parigi, 13 maggio 1984) è stato un attore francese.

## Filmografia parziale
- Faubourg Montmartre, regia di Raymond Bernard (1931)
- La piccola cioccolataia (La petite chocolatière), regia di Marc Allégret (1932)
- Faisons un rêve..., regia di Sacha Guitry (1936)
- Au bonheur des dames, regia di André Cayatte (1943)
- Il corvo (Le corbeau), regia di Henri-Georges Clouzot (1943)
- Cirano di Bergerac (Cyrano de Bergerac), regia di Fernand Rivers (1946)
- La collana della regina (L'affaire du collier de la reine), regia di Marcel L'Herbier (1946)
- Il diavolo zoppo (Le diable boiteux), regia di Sacha Guitry (1948)
- Hans il marinaio (Hans le marin), regia di François Villiers (1949)
- Orfeo (Orphée), regia di Jean Cocteau (1950)
- Knock ovvero il trionfo della medicina (Knock), regia di Guy Lefranc (1951)
- La vita di Jean Henri Fabre (Monsieur Fabre), regia di Henri Diamant-Berger (1951)
- Il padrone sono me, regia di Franco Brusati (1955)
- Eliana e gli uomini (Elena et les hommes), regia di Jean Renoir (1956)
- Babette va alla guerra (Babette s'en va-t-en guerre), regia di Christian-Jaque (1959)
- Donne facili (Les bonnes femmes), regia di Claude Chabrol (1960)
- I dialoghi delle Carmelitane (Le dialogue des Carmélites), regia di Philippe Agostini e Raymond Leopold Bruckberger (1960)
- In famiglia si spara (Les tontons flingueurs), regia di Georges Lautner (1963)
- Per favore chiudete le persiane (Un grand seigneur: Les bons vivants), regia di Gilles Grangier e Georges Lautner (1965)
- Tre uomini in fuga (La grande vadrouille), regia di Gérard Oury (1966)
- Lo straniero, regia di Luchino Visconti (1967)
- Absences répétées, regia di Guy Gilles (1972)
- Calmos, regia di Bertrand Blier (1976)